# Sonic and the Secret Rings
Sonic and the Secret Rings (яп. ソニックと秘密のリング Соникку то Химицу но Рингу, с англ. — «Соник и таинственные кольца») — видеоигра серии Sonic the Hedgehog, разработанная Sonic Team и изданная Sega в 2007 году; игра стала первой частью серии, созданной для консоли Wii.
Как и предыдущие части франшизы, Sonic and the Secret Rings представляет собой трёхмерный платформер, в котором в дополнение к основному игровому процессу используется система очков опыта и уровней, а также вводятся специальные приёмы, которые могут быть открыты в процессе прохождения. По сюжету действие игры происходит в вымышленной вселенной арабской книги «Тысяча и одна ночь», где главный герой ёж Соник вместе с джиннией Шахрой борется против злодея Эрейзора Джинна, собирающегося стереть все рассказы произведения.
Разработка Sonic and the Secret Rings началась в 2005 году и планировалась как портированная версия Sonic the Hedgehog для Wii, однако из-за трудностей, возникших у команды, было решено создать новую игру. После выхода платформер получил смешанные, но в основном хорошие отзывы от игровой прессы и снискал успех. Обозреватели хвалили Sonic and the Secret Rings за игровой процесс и визуальное оформление, но критиковали уровень сложности и неудобное управление. В 2009 году Sega выпустила продолжение — Sonic and the Black Knight.

## Игровой процесс

Соник на уровне «Dinosaur Jungle». В отличие от других игр, главный герой всегда бежит вперёд по заранее отведённому пути

Sonic and the Secret Rings является трёхмерным платформером. Игрок управляет ежом Соником. Главный герой проходит по заранее определённому пути, а игрок должен с помощью пульта Wii Remote атаковать врагов или уклоняться от них. Соник умеет нападать на ближайшего противника в прыжке с самонаведением (homing attack). Главным нововведением в игре является столбик мощности «Soul Gauge», который можно использовать для ускорения, атаки, вертикального быстрого спуска и для замедления времени. Врагами выступают приспешники Эрейзора Джинна. Кроме них, для игрока опасны шипы и прочие ловушки. В игре также присутствуют рельсы, по которым можно скользить, и переключатели, используемые для открытия дверей.
Как и в других играх серии, Соник собирает кольца, разбросанные по уровням. Если персонажа атакует враг, то он теряет все собранные кольца, а если подвергнется урону при отсутствии колец, игра закончится. Но в Sonic and the Secret Rings на экране отсутствует счётчик с количеством жизней, а если игрок умер во время прохождения, игра продолжается с последней контрольной точки. Игра содержит порядка 100 миссий (в числе которых и битвы с боссами), разбросанных по всем восьми уровням («Lost Prologue», «Sand Oasis», «Dinosaur Jungle», «Evil Foundry», «Levitated Ruin», «Pirate Storm», «Skeleton Dome» и «Night Palace»). После прохождения миссий открываются новые задания, уровни и видеоролики. После выполнения задания Соник получает очки опыта. Соник также обладает 104 специальными навыками, известных как «Skills», которые открываются во время прохождения истории. Игрок может по своему усмотрению распределять эти способности. «Skills» обеспечивают Сонику улучшенное движение, наступление и оборонительные возможности, а также специальные атаки. Источником «навыков» является жемчуг, разбросанный по уровням.
В Sonic and the Secret Rings есть три режима: «Adventure», «Party» и «Special Book». История игры рассказывается в режиме «Adventure». «Party» является мультиплеером и представляет собой сборник мини-игр. Управление осуществляется как через Wii Remote, так и через контроллер от консоли GameCube. «Special Book» содержит различные бонусы в виде документальных фильмов, интервью, концепт-артов, игровых роликов и музыки.

## Сюжет

### Персонажи
Главными героями игры являются ёж Соник и джинния Шахра. Главный антагонист игры Эрейзор Джинн собирается стереть книгу «Тысяча и одна ночь». Эрейзор появился из лампы в рассказе об Аладдине и волшебной лампе, но был наказан за проступки и заточён в свою лампу до тех пор, пока не исполнит желания тысячи человек. Когда Эрейзор освободился, он окончательно возненавидел создателя истории и начал поглощать страницы книги для того, чтобы контролировать весь мир «Тысячи и одной ночи», а также открыть себе путь в мир Соника. Несколько персонажей серии Sonic the Hedgehog в данной игре являются героями арабских сказок: лисёнок Тейлз участвует как Али-Баба, ехидна Наклз как Синдбад-мореход, а доктор Эггман как царь Шахрияр. Хотя Соник принимает их как своих старых знакомых, они не признают его, а Шахра настаивает на том, что Соник просто ошибается.
Помимо Соника, Тейлза и Наклза, в режиме «Party» также появляются ёжи Эми Роуз, Сильвер и Шэдоу, кошка Блейз, крольчиха Крим и робот-чао Омочао.

### История
Однажды Соник заснул за книгой «Тысяча и одна ночь». Проснувшись, он видит джиннию, которая представляется Шахрой и просит ежа о помощи. Она дарит Сонику кольцо, которое может при необходимости исполнить ему любое желание, а затем вместе с ежом переносится в книгу. Там они встречают ифрита Эрейзора Джинна, который с помощью семи Мировых Колец хочет захватить власть над всем миром. Спасая Шахру от магической огненной стрелы Эрейзора, Соник принимает удар на себя. Эрейзор обещает вынуть стрелу из груди ежа с условием, что Соник принесёт ему Мировые Кольца; при этом он должен торопиться, так как когда пламя погаснет — Соник умрёт. Соник и Шахра отправляются на поиски Колец. В течение этого задания они узнают, что тот, кто соберёт кольца, должен быть принесён в жертву, чтобы создать связь между миром Арабских ночей и реальным миром.
Когда Соник находит все Мировые Кольца, Эрейзор убеждает Шахру отдать их ему. Соник говорит Шахре делать то, что она действительно считает правильным. Эрейзор пытается принести в жертву Соника, чтобы открыть портал между мирами и получить абсолютную власть. Ифрит пытается убить ежа, но Шахра, бросившись под удар, спасает Соника. Эрейзор с помощью Мировых Колец превращается в монстра Альф-Лейла-ва-Лейла. Соник превращается в Даркспайн Соника, тёмную, более агрессивную версию Супер Соника. После боя с Соником Эрейзор говорит, что он бессмертен, но ёж показывает ему, что он обладает лампой, в которой раньше находился Эрейзор, и загадывает три желания: возвращает Шахру к жизни, восстанавливает истории «Тысячи и одной ночи» и навечно запирает Эрейзора в лампе. После последнего желания Соника Шахра плачет из-за своего предательства. Тогда Соник в знак сострадания загадывает гору носовых платков, чтобы она могла плакать, сколько ей нужно. Соник избавляется от лампы, кинув её в лаву. Ёж проходит через книгу, пока не находит дорогу домой. Шахра утверждает, что его история будет вечно хранится на страницах книги. Название книги «Волшебная лампа Аладдина» меняется на надпись «Соник и таинственные кольца».

## Разработка и выход игры

На концепт-арте изображён доктор Эггман в образе царя Шахрияра

Sonic and the Secret Rings была разработана студией Sonic Team во главе с Юдзи Накой и выпущена компанией Sega. В разработке многопользовательского режима принимала участие компания Now Production, которая ранее помогала с созданием Sonic Riders. Сама Sega первоначально планировала выпустить портированную версию игры Sonic the Hedgehog для Wii, которая задумывалась как первая игра серии для новой консоли. Однако в связи с длительным временем портирования Sega запланировала создать игру серии Sonic the Hedgehog, которая будет использовать возможности контроллера Wii Remote. Продюсер и руководитель проекта новой игры Ёдзиро Огава, который ранее работал над игрой Sonic Adventure, представил концепт будущей игры, где Соник постоянно движется вперед, и сразу же представил его совместимость с Wii. В интервью интернет-изданию PALGN создатель заявил, что он фактически работал над двумя играми про Соника, назвав основную историю и многопользовательский режим отдельными частями серии.
По словам разработчиков, идеи о создании новой игры они брали из таких игр, как Shadow of the Colossus, Prince of Persia и God of War. Внутриигровые видео стали напоминать нарисованные картинки, выполненные на пергаменте, а сюжетная линия разворачивается в различных замках, джунглях, пустынях и так далее. Музыкальное сопровождение было написано в жанре рок, но так как игра была выполнена в стиле арабских сказок, композиторы старались включить восточную музыку в свои композиции. Ёдзиро Огава в интервью сайту Kikizo заявил, что сюжет Sonic and the Secret Rings не связан с предыдущими играми серии, так как разработчики старались создать что-то новое в данной части. Знакомые персонажи, которые появились в данном проекте, также будут носить другие имена и вести иной образ жизни.
Sonic and the Secret Rings использует возможности движка PhysX. Sega старалась улучшить камеру игры, из-за которой часто подвергались критике другие части серии. Команда планировала использовать в данном проекте возможности сервиса WiiConnect 24, однако по неизвестным причинам данная возможность не была включена в финальную версию игры. Управление с помощью Wii Remote стало важным фактором выбора платформы, на которую будет выпущена игра, так как для серии Sonic the Hedgehog это будет хорошим сочетанием из-за драйва и скорости.
Sega официально анонсировала игру на выставке Electronic Entertainment Expo 2006 под названием Sonic Wild Fire, а также как Hyper Sonic на пресс-конференции Nintendo. В первых трейлерах игра вновь указывалась как Sonic Wild Fire. Позднее Sega сменила название на Sonic and the Secret of the Rings, затем в августе 2006 года слегка изменили его на Sonic and the Secret Rings, так как оно больше подходит для сюжета игры и книги «Тысяча и одна ночь». Выход платформера состоялся 20 февраля 2007 года в Северной Америке, 2 марта в Европе и 15 марта в Японии. 19 марта 2009 года игра была переиздана вместе с Super Monkey Ball: Banana Blitz.

## Музыка
В создании музыки принимали участие композиторы из лейбла Wave Master: Кэнъити Токои, по совместительству являющийся звукорежиссёром и продюсером игры, Фумиэ Куматани, Сэйро Окамото и Хидэаки Кобаяси. Как и другая музыка из предыдущих игр серии, композиции в Sonic and the Secret Rings были исполнены в жанре рок с добавлением элементов традиционной музыки Ближнего Востока.
Главная музыкальная тема игры «Seven Rings in Hand» была исполнена Стивом Контом, а слова к ней написал Runblebee. Песня в основном звучит во время битвы с последним боссом, но слегка изменённые версии также присутствуют в меню и экране результатов. Sonic and the Secret Rings стала второй работой Runblebee для серии игр Sonic the Hedgehog, первой работой было создание песен «Sonic Speed Riders» и «Catch Me If You Can» для Sonic Riders. Данная песня, наряду с другими мелодиями серии, будет звучать на уровне «Green Hill» в файтинге Super Smash Bros. Brawl, вышедшем через год после выхода Sonic and the Secret Rings. Кавер-версию, позже вошедшую в альбом True Blue: The Best of Sonic the Hedgehog, выпустила группа Crush 40. Бентли Джонс специально для альбома Face to Faith: Sonic and the Black Knight Vocal Trax выпустил изменённую версию песни под названием «Seven Rings in Hand ~Fairytales in Trance~». Окончательная тема «Worth A Chance» звучит в финальных титрах. Тема также была исполнена Стивом Контом. Ранняя версия песни была включена в саундтрек игры.
Альбом Seven Rings in Hand: Sonic and the Secret Rings Original Sound Track (яп. ソニックと秘密のリング オリジナルサウンドトラック Соникку то Химицу но Рингу Оридзинару Саундоторакку) был выпущен 15 марта 2007 года и распространялся только через магазины Sega Direct, расположенных в Японии. Альбом состоит из двух дисков: «Adventure» и «Treasure». Диск «Adventure» в основном включает в себя вокальные композиции, в то время как большинство треков диска «Treasure» — музыкальные композиции без вокала.
| №                   | Название                                   | Текст песни         | Музыка              | Исполнитель         | Длительность |
| ------------------- | ------------------------------------------ | ------------------- | ------------------- | ------------------- | ------------ |
| 1.                  | «Seven Rings in Hand» (Alf Layla wa-Layla) | Runblebee           | Кэнъити Токои       | Стив Конт           | 5:10         |
| 2.                  | «The Lost Prologue»                        |                     | Фумиэ Куматани      |                     | 1:51         |
| 3.                  | «Let the Speed Mend It» (Sand Oasis)       | Runblebee           | Кэнъити Токои       | Runblebee           | 3:42         |
| 4.                  | «Poison Spear» (Sand Scorpion)             | Runblebee           | Фумиэ Куматани      | Runblebee           | 3:34         |
| 5.                  | «The Wicked Wild» (Dinosaur Jungle)        | Runblebee           | Фумиэ Куматани      | Runblebee           | 3:37         |
| 6.                  | «The Palace That Was Found» (Evil Foundry) | Runblebee           | Кэнъити Токои       | Runblebee           | 3:27         |
| 7.                  | «How It Started» (Ifrit Golem)             | Runblebee           | Кэнъити Токои       | Runblebee           | 4:22         |
| 8.                  | «High and Broken» (Levitated Ruin)         |                     | Фумиэ Куматани      |                     | 4:28         |
| 9.                  | «No Way Through» (Pirate Storm)            | Runblebee           | Кэнъити Токои       | Runblebee           | 4:07         |
| 10.                 | «Blue on the Run» (Captain Bemoth)         | Runblebee           | Фумиэ Куматани      | Runblebee           | 3:59         |
| 11.                 | «The White of Sky» (Skeleton Dome)         | Runblebee           | Фумиэ Куматани      | Runblebee           | 3:07         |
| 12.                 | «Unawakening Float» (Night Palace)         | Runblebee           | Кэнъити Токои       | Runblebee           | 4:42         |
| 13.                 | «It Has Come to This» (Erazor Djinn)       | Runblebee           | Кэнъити Токои       | Runblebee           | 2:50         |
| 14.                 | «Worth a Chance»                           | Runblebee           | Фумиэ Куматани      | Стив Конт           | 5:29         |
| Общая длительность: | Общая длительность:                        | Общая длительность: | Общая длительность: | Общая длительность: | 54:25        |

| №                   | Название                              | Текст песни         | Музыка              | Исполнитель         | Длительность |
| ------------------- | ------------------------------------- | ------------------- | ------------------- | ------------------- | ------------ |
| 1.                  | «The Last Palace»                     |                     | Хидэаки Кобаяси     |                     | 2:00         |
| 2.                  | «Sandstorm»                           |                     | Сэйро Окамото       |                     | 2:19         |
| 3.                  | «Power of the Ring»                   |                     | Le Club Bachraf     |                     | 0:49         |
| 4.                  | «Misgiving»                           |                     | Сэйро Окамото       |                     | 2:40         |
| 5.                  | «Judgment»                            |                     | Le Club Bachraf     |                     | 1:32         |
| 6.                  | «Ali Baba & Sinbad Rescued!»          |                     | Le Club Bachraf     |                     | 3:37         |
| 7.                  | «Shimmer of Hot Air»                  |                     | Сэйро Окамото       |                     | 1:47         |
| 8.                  | «The Legendary Blue Hedgehog»         |                     | Le Club Bachraf     |                     | 2:35         |
| 9.                  | «His Fate»                            |                     | Фумиэ Куматани      |                     | 1:43         |
| 10.                 | «Shimmer of Hot Air «Heartbeat»»      |                     | Сэйро Окамото       |                     | 2:14         |
| 11.                 | «King of King»                        |                     | Le Club Bachraf     |                     | 2:23         |
| 12.                 | «The Promise»                         |                     | Кэнъити Токои       |                     | 0:49         |
| 13.                 | «Shimmer of Hot Air „Rage“»           |                     | Сэйро Окамото       |                     | 1:07         |
| 14.                 | «Miss You»                            |                     | Фумиэ Куматани      |                     | 1:31         |
| 15.                 | «Revive»                              |                     | Хидэаки Кобаяси     |                     | 2:16         |
| 16.                 | «Character Serect»                    |                     | Фумиэ Куматани      |                     | 0:35         |
| 17.                 | «Advertise»                           |                     | Фумиэ Куматани      |                     | 1:12         |
| 18.                 | «Party Dress»                         |                     | Фумиэ Куматани      |                     | 1:41         |
| 19.                 | «Yellow Sneakers»                     | Runblebee           | Фумиэ Куматани      | Runblebee           | 0:54         |
| 20.                 | «Blue Shirt»                          |                     | Фумиэ Куматани      |                     | 1:18         |
| 21.                 | «Violin Beginner’s Class»             |                     | Фумиэ Куматани      |                     | 0:17         |
| 22.                 | «Violin Middle Class»                 |                     | Фумиэ Куматани      |                     | 0:15         |
| 23.                 | «Violin Higher’s Class»               |                     | Фумиэ Куматани      |                     | 0:13         |
| 24.                 | «White Gloves»                        |                     | Кэнъити Токои       |                     | 1:23         |
| 25.                 | «Pull on It!»                         |                     | Фумиэ Куматани      |                     | 0:43         |
| 26.                 | «Purple Pants»                        |                     | Фумиэ Куматани      |                     | 1:25         |
| 27.                 | «Worth a Chance - Original Version -» | Runblebee           | Фумиэ Куматани      | Runblebee           | 5:28         |
| Общая длительность: | Общая длительность:                   | Общая длительность: | Общая длительность: | Общая длительность: | 44:46        |

## Озвучивание
Как и в предыдущих частях серии, персонажей в Sonic and the Secret Rings озвучили актёры дубляжа 4Kids Entertainment. Персонажи на японском языке были озвучены теми же сэйю, что и в играх, начиная с Sonic Adventure.
| Персонаж                        | Японский актёр озвучивания | Английский актёр озвучивания |
| ------------------------------- | -------------------------- | ---------------------------- |
| Ёж Соник                        | Дзюнъити Канэмару          | Джейсон Гриффит              |
| Джинния Шахра                   | Маи Накахара               | Эрика Шрёдер                 |
| Эрейзор Джинн                   | Масаси Эбара               | Питер Кормикэн               |
| Царь Шахрияр (Доктор Эггман)    | Тикао Оцука                | Майк Поллок                  |
| Али Баба (Майлз «Тейлз» Прауэр) | Рё Хирохаси                | Эми Пэлэнт                   |
| Синдбад (Ехидна Наклз)          | Нобутоси Канна             | Дэн Грин                     |
| Эми Роуз                        | Таэко Кавата               | Лиза Ортис                   |
| Крольчиха Крим                  | Саяка Аоки                 | Ребекка Хэндлер              |
| Ёж Шэдоу                        | Кодзи Юса                  | Джейсон Гриффит              |
| Кошка Блейз                     | Нао Такамори               | Эрика Шрёдер                 |
| Ёж Сильвер                      | Дайсукэ Оно                | Пит Капелла                  |
| Омочао                          | Эцуко Кодзакура            | Ребекка Хендлер              |
| Примечания: 1.                  |                            |                              |

## Оценки и мнения
| Сводный рейтинг       | Сводный рейтинг |
| Агрегатор             | Оценка          |
| --------------------- | --------------- |
| GameRankings          | 70,71 %         |
| Game Ratio            | 72 %            |
| Metacritic            | 69/100          |
| MobyRank              | 70/100          |
| Иноязычные издания    |                 |
| Издание               | Оценка          |
| 1UP.com               | B               |
| AllGame               | [ 27 ]          |
| Edge                  | 5/10            |
| EGM                   | 6,5/10          |
| Eurogamer             | 8/10            |
| G4                    | 2/5             |
| Game Informer         | 5,5/10          |
| GamePro               | [ 32 ]          |
| GameRevolution        | C-              |
| GameSpot              | 7,6/10          |
| GameSpy               | [ 35 ]          |
| GamesRadar+           | 8/10            |
| GameTrailers          | 7,6/10          |
| GameZone              | 7,5/10          |
| IGN                   | 6,9/10          |
| Nintendo Power        | 8,5/10          |
| Nintendo World Report | 5/10            |
| ONM                   | 81 %            |
| PALGN                 | 7,5/10          |
| Play (UK)             | 7/10            |
| VideoGamer            | 5/10            |
| Русскоязычные издания |                 |
| Издание               | Оценка          |
| «Страна игр»          | 8/10            |

Sonic and the Secret Rings была смешано, но в основном положительно воспринята критиками. Средняя оценка составила 69 баллов из 100 возможных на Metacritic и 70,71 % на GameRankings. Sonic and the Secret Rings стала одиннадцатой продаваемой игрой февраля 2007 года. В Великобритании на протяжении всего марта она занимала первое место среди самых продаваемых игр для Wii и пятое — среди игр для других платформ. В Северной Америке она была четвёртой по популярности игрой для Wii; было продано свыше 83 тысячи экземпляров игры.
По мнениям критиков, с выпуском игры снизившаяся популярность игр серии Sonic the Hedgehog заметно возросла. Обозреватель журнала Electronic Gaming Monthly заявил, что выход Sonic and the Secret Rings «делает достойную работу по остановке кровотечения, вызванного недавними Сониками для 360/PS3/PSP». Шен Беттенхаузен из сайта 1UP.com обратил внимание на выздоровление серии, чья популярность снижалась после выхода Sonic Adventure и последующих трёхмерных игр. Роб Фэйи из Eurogamer похвалил игру за то, что единственным игровым персонажем в ней выступает только Соник. Рецензенты из IGN, Nintendo Power и GameSpot назвали Sonic and the Secret Rings лучшей трёхмерной игрой про Соника, но раскритиковали серию в целом, начиная с Sonic Adventure.
Сюжет и заставки игры получили в основном положительные отзывы. Критик из журнала «Страна игр» Red Cat назвал стиль изложения «наиболее впечатляющим», а видео-заставки, по его словам, освежают историю и делает её визуально привлекательной. При этом он выделил сюжетную линию как один из недостатков игры, назвав её «традиционно» странной. Похожее мнение высказал рецензент из Game Informer, который заявил, что смешной сюжет и статические ролики не дают никакой пользы для пересказывания истории в сериях про Соника. Мэтт Касамассина из сайта IGN сдержанно оценил историю, так как она «менее эстетически привлекательна», чем книга «Тысяча и одна ночь», однако высоко были оценены «впечатляющие» внутриигровые видео. Обозреватель из GameSpy назвал сюжетную линию «чудом», и негативно отнёсся к «плохому парню, называемого „Эрейзором“».
Отзывы о дизайне уровней и компьютерной графике были смешанными. В обзоре от сайта GameSpy критик Патрик Джонт отмечал, что хотел видеть в игре уровни, где можно быстро бегать, а не осторожно проходить. Беттенхаузен заявил, что графическое исполнение не дотягивает до уровня Gears of War и MotorStorm, однако благодаря «мудрыми эстетическими решениями» этапы выглядят как в консольной версии Resident Evil 4. Касамассина уделил внимание переменным миссиям и эстетическому контрасту уровней, однако не одобрил размещение препятствий. Фэйи раскритиковал уровни, в которых нужно избегать слепых пятен и «прыжков веры», и описал небольшое количество этапов и их повторное использование в течение миссий «немного сбивающим с толку». Тем не менее он признал, что это добавило игре реиграбельности, сравнив уровни с трассами в гоночных играх. Red Cat заявил, что «уровни, несмотря на мрачную обстановку, получились просто красивыми — роскошными».
Управление, движение камеры и мини-игры также получили смешанные отзывы. Беттенхаузен заявил, что управлять персонажем поначалу непривычно, но после того как игрок приспособится к «быстрым, нервным действиям», контроль станет более естественным. Касамассина и Грег Мюллер из GameSpot высказали аналогичные мнения, в то время как Крис Шепперд, журналист из Nintendo Power, раскритиковал ракурсы камеры и произвольную систему наведения. Обзореватель из «Страны игр» заметил старание разработчиков в плане устранения недостатков, которые накапливались по мере выхода каждой игры серии, в первую очередь обозреватель отнёс сюда решение проблемы с ракурсами камеры, но отметил также отсутствие удобного управления. Беттенхаузен охарактеризовал многопользовательский режим как неудачную адаптацию серии Mario Party. Фэйи согласился с ненужностью и низким качеством мультиплеерных мини-игр, придя к выводу, что гоночный многопользовательский режим был бы предпочтительнее. Касамассина сравнил многопользовательский режим с Super Monkey Ball: Banana Blitz, заявив, что не все мини-игры в Sonic and the Secret Rings выделяются, но в целом игроки, скорее всего, будут рады и этому.
Музыкальное сопровождение игры получило отрицательные отзывы от критиков. Беттенхаузен жаловался на большое количество вокальных песен, сравнив их с мелодиями группы Winger, а Касамассина описал саундтрек как «дрянные гитарные риффы 80-х с ещё более дрянным поп-вокалом». Патрик Джойнт согласился с этими выводами, и отнёс рок-музыку к минусам. Смешанный отзыв оставил критик Грег Мюллер, заявив, что все мелодии являются дрянными, но при этом идеально подходят к ранним играм серии.

### Влияние
Сюжет игры был адаптирован в комиксе под названием Sand, Spirit and Sonic Speed, выпущенный компанией Archie Comics. Успех Sonic and the Secret Rings привёл к созданию дилогии Storybook. В 2009 году Sonic Team выпустила вторую часть — Sonic and the Black Knight, действие которой происходит в мире короля Артура. По сравнению с предшественником, Sonic and the Black Knight была более сдержанно встречена критиками.